# Santa Ana (Tucumán)
Santa Ana – miasto w Argentynie, w prowincji Tucumán, w departamencie Río Chico.
Według danych szacunkowych na rok 2010 miejscowość liczyła 7 871 mieszkańców.